# Isotoma hypocrateriformis
Isotoma hypocrateriformis là loài thực vật có hoa trong họ Hoa chuông. Loài này được (R.Br.) Druce mô tả khoa học đầu tiên năm 1917.